# Jevgenia Botjkarjova
Jevgenia Aleksandrovna Botjkarjova (ryska: Евгения Александровна Бочкарёва), född den 10 juni 1980 i Penza, Ryska SFSR, är en före detta rysk gymnast.
Hon tog OS-brons i rytmisk gymnastik för trupper i samband med de olympiska gymnastiktävlingarna 1996 i Atlanta.